# 黄河路街道 (东营市)
黄河路街道位于山东省东营市东营区东南部。
辖区由城区和广利港港区两部分组成。现辖鑫源、锦城、燕山、丰泽、汇泉、广利港六个社区居委会，东赵、南王屋3个村转居委会，万泉村、景屋村、耿井村3个村民委员会。辖区总人口约13万余人。